# Doraemon: Nobita và binh đoàn người sắt (phim 2011)
Doraemon: Phiên bản mới • Nobita và binh đoàn người sắt - Đôi cánh Thiên thần (Nhật: ドラえもん 新・のび太と鉄人兵団 ～はばたけ 天使たち～) hay còn được biết với tên Doraemon the Big Power - là bộ phim dài thứ 31 trong loạt phim chủ đề Doraemon được đạo diễn Teramoto Yukiyo làm lại từ Doraemon: Nobita và binh đoàn người sắt (1986). Với hàm ý "Khi sự dũng mãnh và lòng quyết tâm hòa làm một, sức mạnh thực sự sẽ đến", nội dung phim là cuộc chiến giữa nhóm Doraemon với binh đoàn người sắt âm mưu thôn tính Trái Đất. Phim được ra mắt vào ngày 5 tháng 3 năm 2011 tại Nhật Bản ở cả hai định dạng IMAX 3D và 2D truyền thống. Ca khúc mở đầu "Yume wo Kanaete Doraemon" (夢をかなえてドラえもん, dịch nghĩa Có Doraemon, giấc mơ thành hiện thực) do MAO trình bày, ca khúc kết thúc là "Tomodachi no Uta" (友達の唄, dịch nghĩa Bài ca tình bạn) do Bump of Chicken trình bày, các ca khúc lồng trong phim "Mekatopia no teema" (メカトピアのテーマ, dịch nghĩa Nhạc hiệu hành tinh Mekatopia) do The Philharmonic Chorus of Tokyo trình bày, "Amu to Imu no uta" (アムとイムのうた, dịch nghĩa Bài hát về Amu và Imu) do Sawashiro Miyuki và Kobayashi Yumiko trình bày, "Nyabada Wonderful" (ニャバダ・ワンダフル, dịch nghĩa Nyabada - thật tuyệt vời) do Chiaki trình bày, "Hane o tsuketara" (羽根をつけたら, dịch nghĩa Khi tôi có lông vũ) do Kobayashi Yumiko và Hibari Children Choir trình bày, "Kimi ga ite kure runara" (キミがいてくれるなら, dịch nghĩa Khi có bạn bên cạnh) do Kousuin Kosui trình bày và "Ore Jaian!" (おれジャイアン！, dịch nghĩa Jaian, chính là tôi) do Kimura Subaru trình bày. Sau Nhật Bản, phim được trình chiếu ở một số quốc gia trên thế giới: Hồng Kông (chiếu rạp 28 tháng 7 năm 2011, Hàn Quốc (chiếu rạp 28 tháng 7 năm 2011), Đài Loan (chiếu rạp 26 tháng 8 năm 2011), Thái Lan (chiếu rạp 6 tháng 10 năm 2010), Tây Ban Nha (phát hành dưới dạng DVD 16 tháng 4 năm 2013), Trung Quốc (phát hành dưới dạng DVD 8 tháng 4 năm 2013) và Bồ Đào Nha (phát hành dưới dạng DVD 16 tháng 4 năm 2013). Tại Việt Nam, phim từng được Công ty Cổ phần Truyền thông Trí Việt mua bản quyền và phát sóng dưới tựa Nobita và binh đoàn người sắt trên kênh HTV3 lần đầu vào ngày 14 tháng 6 năm 2013 ca khúc lồng trong phim là "Pippo-Tình yêu mùa hè" do Quốc Tín (lồng Jaian) trình bày, ca khúc mở đầu là "Doraemon" do Huyền Chi trình bày và bài kết thúc là "Gọi dấu yêu" do Hoàng Sơn trình bày.

## Nội dung
Mở đầu bộ phim này là cảnh một nhà khoa học ở hành tinh Mechatopia trong những thời khắc cuối cùng đã cố gắng hoàn thiện hai robot tên Amu và Imu, bằng cách cấy lần lượt ba ngôi sao đỏ, xanh lam, vàng tượng trưng cho tình yêu, nguyện ước và bản năng cạnh tranh, từ đó trở thành nền tảng năng lượng cũng như xã hội của mọi robot ở đây. Để rồi 3 vạn năm sau, hậu duệ của Amu và Imu xây dựng nên một đế chế hùng mạnh và tìm cách hủy diệt và thôn tính Trái Đất, biến con người làm nô lệ ở Mechatopia. Riruru, một robot trong hình dáng một cô gái, được Tổng Tư lệnh Binh đoàn người sắt giao nhiệm vụ thâm nhập Trái Đất.
Vào một ngày hè oi bức, Nobita cảm thấy ganh tỵ với con robot mới của Suneo, bèn vòi vĩnh Doraemon kiếm cho cậu bằng được một con robot to lớn, mạnh mẽ và có khả năng chiến đấu. Doraemon nổi giận, lôi Cửa thần kỳ và đi đến Bắc Cực tránh nóng. Nobita bèn đuổi theo nhưng bị lạc và bắt gặp một quả cầu như quả bowling phát tín hiệu liên hồi và nhận được một khối sắt kì lạ. Sau khi Nobita đem cả hai thứ về phòng và Doraemon trở về, cả hai phát hiện đây là linh kiện của một con robot khổng lồ và quyết định dời tất cả các linh kiện nhận được vào Thế giới trong gương để lắp ráp hoàn chỉnh. Tuy nhiên, khi lắp ráp gần xong, Nobita và Doraemon phát hiện bộ não chỉ huy của nó bị mất (do bà Nobi quăng quả cầu vào kho) nên thay thế bộ não của con robot bằng một thiết bị thu phát sóng não. Cả hai mời Shizuka đến Thế giới trong gương dạo chơi bằng con robot, đặt tên nó là Zanda Claus (ông già Noel). Vô tình, cả ba phát hiện Zanda Claus là một cỗ máy hủy diệt, phục vụ cho việc phá huỷ mọi thứ nên quyết định giấu kín con robot và mọi bí mật về Thế giới trong gương vĩnh viễn.
Lúc này Riruru theo tín hiệu của Judo - bộ não Zanda Claus, tìm đến Nhật Bản và gặp được Nobita. Sau một hồi vặn hỏi, Riruru biết được Nobita đang giữ con robot, liền yêu cầu cậu trả lại nó, kèm theo việc giao cho cô lối vào Thế giới trong gương và giữ kín bí mật về cô thay cho lời xin lỗi. Tuy nhiên, vì bán tín bán nghi, Nobita và Doraemon phát hiện ra mục đích của Riruru - xây dựng căn cứ quân sự cho Binh đoàn robot Mechatopia và tập hợp lực lượng đến xâm lược Trái Đất thông qua "máy điện thoại không dây". Nhằm bịt miệng hai người, cô ra lệnh cho Zanda Claus đuổi theo tìm cách và ép họ mở rộng lối vào Thế giới trong gương cho cô ấy. Do sự rối loạn, bóp méo của hai chiều không gian,công thêm Zanda Claus va phải cột cao áp gần đó, lối vào phát nổ, khiến cho cả Riruru bị thương nặng và chôn vùi ở Thế giới trong gương, Nobita và Doraemon suýt chết sau vụ nổ.
Nobita và Doraemon sau khi về nhà liền tìm thấy bộ não bị thất lạc của Zanda Claus, biết được tin Binh đoàn robot đang thẳng tiến đến Trái Đất. Cả hai thông báo khắp nơi nhưng rốt cuộc chỉ có Jaian và Suneo tin lời chứ người khác không ai tin, bèn quyết định thương thuyết với bộ não của Zanda Claus và tìm cách ngăn chặn cuộc chiến. Nhờ bảo bối của Doraemon "máy đàm thoại", bộ não của Zanda Claus được "hô biến" thành một em gà bông vàng tròn quay mập ú, thẳng thắn, dễ thương, lắm lời và ngạo mạn, được Nobita đặt tên là Pippo. Cả nhóm quyết định quay lại Thế giới trong gương thông qua bồn tắm nhà Shizuka. Do hình dạng bị thay đổi, Pippo bị lũ robot lính truy sát, bèn bắt tay với Nobita giải cứu Doraemon, Jaian, Suneo bị lính robot bắt giam và đi tìm Riruru. Trong khi đó, Shizuka cũng nhận ra các bạn đã đi đến Thế giới trong gương bèn đi theo và tìm thấy Riruru dưới đống đổ nát sau núi. Cả nhóm bạn gặp lại nhau, quyết định giao Shizuka lo việc điều trị cho Riruru, những người còn lại giải quyết đám robot còn sót lại ở Thế giới trong gương và tính kế dụ Binh đoàn Robot đi qua thế giới này.
Nhờ sự chăm sóc của Shizuka, Riruru tỉnh lại. Cô không hiểu tại sao con người lại sẵn lòng cứu giúp kẻ thù của mình, sau đó, vì bất đồng quan điểm về thế giới robot mà cô đã khiến Shizuka bị thương, nhưng rồi lại thấy cô bé vẫn tiếp tục chữa trị cho mình. Dù rằng khinh khi con người, xem nhân loại là những sinh vật hèn mọn, nhưng sau khi nói chuyện với Pippo và được lòng nhân hậu của Shizuka tác động, Riruru dần nhận ra sự mâu thuẫn trong chính suy nghĩ của mình. Pippo cũng dần dần trở nên thân thiết với nhóm Nobita và quyết định trở thành đồng minh của con người khi Binh đoàn robot đặt chân vào Thế giới gương soi. Lilulu thì không, cô vẫn mang tư tưởng hoài nghi nên đã bỏ trốn, tìm cách quay trở về báo cáo với Binh đoàn. Riruru và Nobita gặp nhau tại lối vào ga tàu điện ngầm, cả hai đe dọa nhau nhưng Nobita không nỡ lòng bắn Riruru nên hạ súng. Tức giận, Riruru tấn công Nobita nhưng Pippo lao ra đỡ thay khiến Pippo bị thương. Đau khổ và mặc cảm, cô bỏ đi và gặp lại Binh đoàn Robot.
Khi đối mặt với Tổng tư lệnh, đột nhiên, Riruru phản kháng, khẳng định hành động xâm lược Địa cầu là sai trái, rằng nhân loại cũng như robot đều bình đẳng và có thể sống hạnh phúc cùng nhau. Thậm chí, cô còn đặt ngược vấn đề: phải chăng robot, những đứa con của Thượng đế, đã đi ngược với mong muốn của Người? Tức giận trước hành động của Riruru, Tổng Tư lệnh kết tội cô là kẻ phản quốc, quyết định xử tử để răn đe. Ngay trước khi bản án được thực hiện, nhóm Doraemon đã điều khiển Zanda Claus cướp pháp trường, kịp thời giải cứu Riruru trước thời điểm hành quyết. Tuy nhiên, sau khi được giải cứu, Riruru rơi vào hoang mang giữa một bên là giúp đỡ con người, một bên là Tổ quốc Mechatopia. Không biết được trái tim đang mách bảo điều gì, cô đành yêu cầu nhóm Doraemon thu nhỏ lại và giam mình vào lồng chim của Shizuka.
Sau khi điên cuồng tấn công các quốc gia ở Thế giới gương soi, Binh đoàn robot phát hiện chúng đã bị lừa thông qua đo lường từ Mechatopia, liền nhanh chóng quay lại mặt hồ - lối vào Thế giới gương soi. Nhận ra tình thế nguy hiểm, nhóm Doraemon quyết định để Shizuka và Riruru ở nhà, đưa cho hai người Túi thần kỳ dự phòng, còn những người còn lại đi ra tiền tuyến chặn bước Binh đoàn. Cuộc chiến diễn ra vô cùng ác liệt giữa một bên là Binh đoàn với vô số robot thiện chiến, bên còn lại là năm đứa trẻ có trang bị vũ khí của thế giới tương lai cùng một con robot Zanta Claus chiến đấu khổng lồ. Trong khi đó, Shizuka và Riruru nảy ra ý tưởng, liền dùng Cỗ máy thời gian đi về hành tinh Mechatopia ở thời điểm 3 vạn năm trước, tìm gặp Tiến sĩ - nhà khoa học đã tạo ra Amu và Imu. Cả hai kể lại sự tình cho ông cụ nghe, ông quyết định cải tạo hai con robot bằng cách tháo bỏ bản năng cạnh tranh, thay vào đó là ngôi sao màu lục tượng trưng cho tình thương và lòng nhân ái. Tuy nhiên, vì tuổi cao sức yếu, Tiến sĩ đã ngã quỵ khi mọi thứ mới hoàn thành một nửa. Lưỡng lự và băn khoăn, cuối cùng Riruru quyết định sẽ thay ông ấy hoàn thành quá trình cải tạo dưới sự hướng dẫn của ông dẫu biết rằng bản thân cũng sẽ biến mất vĩnh viễn. Nhưng khi sắp sửa đến bước cuối, Tiến sĩ đã trút hơi thở cuối cùng.
Ở Trái Đất (thế giới trong gương), nhóm Nobita dần dần bị Binh đoàn áp đảo, chiến đấu trong tuyệt vọng. Pippo vì giao đấu với tàu chỉ huy của Binh đoàn, bị thương rất nặng nhưng vẫn cố gắng che chắn cho bạn bè. Quay lại với hành tinh Mechatopia, Riruru bối rối tìm cách hoàn thành quá trình sau sự ra đi của Tiến sĩ. Trong lúc suy sụp và hoang mang, cô nhận ra, chỉ cần truyền đạt cho Amu và Imu biết những trải nghiệm, những cảm xúc, tình yêu của cô cũng như Pippo về con người và nhóm bạn Doraemon. Bằng cách đó, Riruru đã trao cho Amu và Imu hai ngôi sao Mechatopia còn lại của bản thân cùng với ngôi sao màu xanh lục mà Shizuka đã tặng cho cô. Quá trình hoàn tất kịp thời khi luồng hỏa lực (bao gồm quân chi viện) đang nhắm thẳng về phía nhóm Doraemon, nhờ thế, tất cả robot của binh đoàn đều biến mất như chưa từng tồn tại. Cả Riruru và Pippo cũng vậy. Trước khi hoàn toàn tan biến, cả hai cùng nguyện ước: nếu được tái sinh, họ nguyện là Thiên thần bảo hộ cho Mechatopia, đưa hành tinh Mechatopia trở thành Thiên đường đúng nghĩa.
Trận chiến kết thúc, mọi thứ quay trở về như cũ. Một buổi trưa, trong lúc chép phạt, Nobita đã nghe được giọng hát của Pippo vang lên,sau đó bắt gặp hai cái bóng lướt bên ngoài cửa sổ, cô gái trẻ cùng với một chú chim giống như Phượng hoàng, cả hai vui vẻ tươi cười tung cánh bay lượn về phía trời cao. Trong cơn vui sướng, Nobita chạy về sân bóng gọi mọi người, khẳng định cả Riruru và Pippo đều đã được tái sinh. Đúng như nguyện ước, họ đã trở thành Thiên thần...

## Nhân vật - Phân vai
- Zanda Claus/Judo: Một robot có nhiều nét giống với Hyaku Shiki trong Mobile Suit Gundam của Yoshiyuki Tomino. Zanda Claus được chế tạo với mục đích là một cỗ máy hủy diệt, khả năng sát thương khủng khiếp. Do nó được tạo tại hành tinh Mechatopia nên Doraemon không thể xác định được chất liệu cấu tạo. Tên thật của nó là Judo, còn Zanda Claus là tên mà nhóm Doraemon đặt vì nó được tìm thấy ở Bắc Cực, giống như món quà mà Santa Claus tặng cho Nobita.
- Lilulu/Riruru: Một robot được thiết kế tinh xảo, mang hình dáng một cô gái trẻ, thậm chí người khác còn tưởng cô là một con người nếu như không phát hiện hệ vi mạch nằm dưới lớp da bảo hộ khi cô bị thương nặng. Cô là bạn thân thiết của Judo/Pippo, hai người có chung thần giao cách cảm do năm xưa Lilulu đã trao cho Judo/Pippo một ngôi sao năng lượng của mình khi sửa chữa cho cậu. Trong kế hoạch xâm chiếm Trái Đất của Binh đoàn Robot Mechatopia, Lilulu được giao nhiệm vụ gián điệp, xâm nhập Trái Đất và tìm cách xây dựng căn cứ địa cho Binh đoàn. Ban đầu, cả Lilulu lẫn Judo đều chọn Bắc Cực làm căn cứ địa nhưng vì sự cố mà cả hai lạc nhau, Judo bị nhóm Nobita đưa đến Nhật Bản để làm đồ chơi Robot mới. Sau đó, khi xác định được tung tích của Judo, Lilulu đã lợi dụng Nobita để xây căn cứ ở Thế giới gương soi nhưng bị phát hiện, cô muốn bịt miệng Nobita và Doraemon nên vô tình phá hủy lối vào Thế giới gương soi và bị thương nặng. Cô được Shizuka cứu và điều trị sau đó. Trong suốt thời gian dưỡng thương, Lilulu đã chứng kiến những mặt tốt đẹp của con người ở nhóm Nobita, bắt đầu nảy sinh suy nghĩ "con người và robot có thể chung sống hạnh phúc" thay cho tư tưởng trước đây "con người chỉ đáng là nô lệ cho robot". Vì thế, khi bị ép buộc phải nói ra nơi ẩn náu của nhân loại, Lilulu đã phản kháng, liều lĩnh bảo vệ bí mật của Thế giới gương soi và suýt bị tử hình nếu nhóm của Nobita không kịp đến giải cứu. Để ngăn chặn cuộc chiến, Lilulu và Shizuka đã dùng Cỗ máy thời gian, đi ngược về quá khứ 30000 năm, thay đổi lịch sử dù biết rõ cái giá chính là vĩnh viễn mất đi sự tồn tại của mình.
- Pippo/Judo - Là bộ não của Zanda Claus, được Doraemon cho chuyển đổi hình dạng thành một con gà màu vàng rất dễ thương và thẳng thắn đến mức nhiều lúc khiến cho nhóm Nobita nổi khùng. Ban đầu, cậu là một robot phục dịch nhưng vì yêu ca hát nên Judo đã bị các robot của "tầng lớp thượng lưu" trừng phạt bởi ở Mechatopia, âm nhạc là đặc quyền của "tầng lớp thượng lưu", bọn "dân đen" chỉ có thể làm việc hết năm này qua tháng khác. Khi Judo bị quăng vào bãi phế liệu, Lilulu đã cứu cậu, sửa chữa cho cậu, thậm chí còn lấy ngôi sao màu vàng trong Ba ngôi sao Mechatopia của mình (nền tảng năng lượng của các robot ở Mechatopia) để thay thế cho ngôi sao vàng bị hỏng của Judo. Nhờ vậy, cả hai người có được thần giao cách cảm, hiểu thấu suy nghĩ của nhau và trở thành bạn thân thiết. Judo cùng Lilulu theo lệnh của Tổng Tư lệnh Binh đoàn thâm nhập Trái Đất để khởi đầu cuộc xâm lược nhưng vì sự "phá rối" của nhóm Nobita, Judo đã bị tách khỏi cơ thể của mình. Khi Lilulu cùng thân thể Zanda Claus bị chôn vùi sau núi ở Thế giới Gương soi, Judo bị nhóm Nobita biến thành một chú gà bông vàng tròn quay mập ú nhằm thương thuyết tìm cách cứu Địa cầu, từ lúc này, cậu mang tên là Pippo. Sau khi tìm được Lilulu, Pippo dần thay đổi suy nghĩ của mình, bắt đầu làm hòa với nhóm Nobita và khi Binh đoàn Robot đến Trái Đất, cậu trở thành đồng minh của Nhân loại. Trong lúc nhóm của Lilulu đi về quá khứ để thay đổi lịch sử, cậu và nhóm của Nobita ở tiền tuyến chặn mũi tiến công của Binh đoàn. Nhờ thần giao cách cảm, Pippo biết được dự định của Lilulu cũng như nỗi băn khoăn của bạn mình về cái giá để thay đổi lịch sử, nhưng cậu vẫn ủng hộ mọi quyết định của cô. Trước khi tan biến trong vòng tay của Nobita, cậu đã thổ lộ: "[Pippo] Đó... là cái tên... mà tớ rất thích..." Pippo là một nhân vật mới của phiên bản làm lại, ở phiên bản năm 1986, bộ não của Zanda Claus bị Doraemon cải tạo và hoàn toàn phục tùng mọi mệnh lệnh của nhóm Doraemon.

| Nhân vật      | Diễn viên lồng tiếng | Diễn viên lồng tiếng |
| Nhân vật      | Nhật Bản             | Việt Nam             |
| ------------- | -------------------- | -------------------- |
| Doraemon      | Mizuta Wasabi        | Thùy Tiên            |
| Nobita        | Ohara Megumi         | Anh Tuấn             |
| Shizuka       | Kakazu Yumi          | Ngọc Châu            |
| Jaian         | Kimura Subaru        | Quốc Tín             |
| Suneo         | Seki Tomokazu        | Minh Vũ              |
| Dorami        | Chiaki               | Huyền Chi            |
| Mẹ Nobita     | Mitsuishi Kotono     | Minh Chuyên          |
| Ba Nobita     | Matsumoto Yasunori   | Bá Nghị              |
| Pippo         | Kobayashi Yumiko     | Ái Phương            |
| Lilulu/Riruru | Sawashiro Miyuki     | Khánh Vân            |
| Thầy giáo     | Takagi Wataru        | Chơn Nhơn            |
| Tiến sĩ       | Nakamura Tadashi     | Hạnh Phúc            |
| Tổng Tư lệnh  | Kouji Katou          | Trí Luân             |
| Phó chỉ huy   | Tatsuta Naoki        | Trần Vũ              |

## Nhạc nền
| STT | Nhan đề | Thời lượng |
| --- | --- | ---------- |
| 1.  | "Amu to Imu no Uta ~ Mekatopia no Theme" (アムとイムのうた~メカトピアのテーマ)                               | 1:45       |
| 2.  | "Suneo no Robot" (スネ夫のロボット)                                                                          | 1:08       |
| 3.  | "Nyabada Wonderful" (ニャバダ・ワンダフル)                                                                   | 1:28       |
| 4.  | "Santa Clau, Daichi ni Tatsu" (ザンダクロス、大地に立つ)                                                     | 1:28       |
| 5.  | "Hane o Tsuketara" (羽根をつけたら)                                                                          | 1:54       |
| 6.  | "Spy Katsudō" (スパイ活動)                                                                                   | 2:00       |
| 7.  | "Himitsu Kichi o Mita" (秘密基地を見た)                                                                      | 2:05       |
| 8.  | "Pippo to Kodomo-tachi" (ピッポと子供たち)                                                                   | 1:11       |
| 9.  | "Ore Jaian" (おれジャイアン)                                                                                 | 0:20       |
| 10. | "Amu to Imu no Uta" (アムとイムのうた)                                                                       | 0:49       |
| 11. | "Riruru to Shizuka" (リルルとしずか)                                                                         | 2:03       |
| 12. | "Santa Claus no Theme ~Semari kuru Tetsujin Heidan" (ザンダクロスのテーマ~迫りくる鉄人兵団)                  | 1:30       |
| 13. | "Riruru no Kioku" (リルルの記憶)                                                                             | 1:32       |
| 14. | "Kimi ga Ite Kurerunara" (キミがいてくれるなら)                                                              | 1:07       |
| 15. | "Nobita to Pippo" (のび太とピッポ)                                                                           | 2:19       |
| 16. | "Shokei no Hi ~ Santa Claus no Kyūshutsu" (処刑の日~ザンダクロスの救出)                                      | 2:26       |
| 17. | "Inochi o Kaketa Tatakai" (命をかけた戦い)                                                                   | 2:41       |
| 18. | "Santa Claus no Saigo ~ Sayonara Riruru, Sayonara Pippo" (ザンダクロスの最期~さよならリルル、さよならピッポ) | 3:52       |

## Công chiếu và doanh thu
Phim được công chiếu trên 368 màn hình. Trong hai ngày đầu 5 và 6 tháng 3 năm 2011, phim huy động được 399.139 người xem với số doanh thu là 446.318.000 Yên. Phim đã áp đảo phim "Nhà vua nói lắp" (đứng vị trí thứ 2) có 4 vương miện giải Oscar để đứng đầu bảng xếp hạng phòng vé tại Nhật Bản Theo một cuộc khảo sát của Pia về mức độ hài lòng của khán giả trong ngày đầu ra mắt phim thì phim được mọi người xếp hạng 1. Sau Nhật Bản, phim được phát hành tại nhiều quốc gia trên thế giới. Vào ngày 28 tháng 7 năm được công chiếu tại Hồng Kông và Hàn Quốc. Ngày 26 tháng 8 năm 2011 khởi chiếu tại Đài Loan. Ở Ấn Độ và Đài Loan phim ra mắt vào 6 tháng 10 năm 2011. Riêng ở Tây Ban Nha được chiếu vào 6 tháng 4 năm 2013. Còn ở Việt Nam được trình chiếu trên kênh HTV3 vào ngày 14 tháng 6 năm 2013